# A Nice Indian Boy
A Nice Indian Boy je americký hraný film z roku 2024, který režíroval Roshan Sethi. Jedná se o adaptaci stejnojmenné divadelní hry Madhuriho Shekara. Film měl světovou premiéru na filmovém festivalu South by Southwest dne 12. března 2024.

## Děj
Naveen Gavaskar je doktorem v nemocnici, kde se seznámí s fotografem Jayem. Tím začne jejich vážný vztah, který ale není bez problémů. Naveen přivede Jaye představit své rodině. Jeho rodiče už dávno akceptovali jeho homosexualitu, ovšem přesto jsou překvapeni. Jay má příjmení  Kurundkar takže si mysleli, že je také Ind. Ovšem Jay byl adoptován do indické rodiny,  takže je obeznámen s kulturními zvyky. Rodiče a sestra Arundhathi pomohou Naveenovi naplánovat tradiční hinduistickou svatbu.

## Obsazení
| Karan Soni     | Naveen Gavaskar |
| Jonathan Groff | Jay Kurundkar   |
| Sunita Mani    | Arundhathi      |
| Zarna Garg     | Megha           |
| Harish Patel   | Archit          |
| Peter S. Kim   | Paul            |